# Leucocroton longibracteatus
Leucocroton longibracteatus är en törelväxtart som beskrevs av Attila L. Borhidi. Leucocroton longibracteatus ingår i släktet Leucocroton och familjen törelväxter.
Artens utbredningsområde är Kuba. Inga underarter finns listade i Catalogue of Life.